# Bakchion
Bakchion (altgriechisch Βακχιών) war ein Monat in zumindest zwei antiken griechischen Kalendern, die auf dem ionischen Kalender fußen. 
Der Monat ist inschriftlich für die Kalender von Mykonos und Keos bezeugt. Auf Mykonos folgte er vermutlich dem Lenaion, die Namen der Monate vor und nach dem Bakchios auf Keos sind unbekannt. Im attischen Kalender, dem Referenzkalender für ionische Lokalkalender, wird er mit dem Anthesterion gleichgesetzt, der im julianischen Kalender etwa dem Februar entspricht.
Der Name des Monats wird auf ein Fest zurückgeführt, das zu Ehren des Dionysos Bakchos gefeiert wurde. Die Gleichsetzung des Bakchion mit dem attischen Anthesterion erfolgte aus der Überlegung, dass Dionysos-Feste im antiken Griechenland stets im Winter begangen wurden und dass mit dem Anthesterion ein in vielen griechischen Kalendern genutzter Monat bekannt ist, der nach den Dionysos-Fest Anthesteria benannt wurde.